# Josef Quadflieg (Schauspieler)

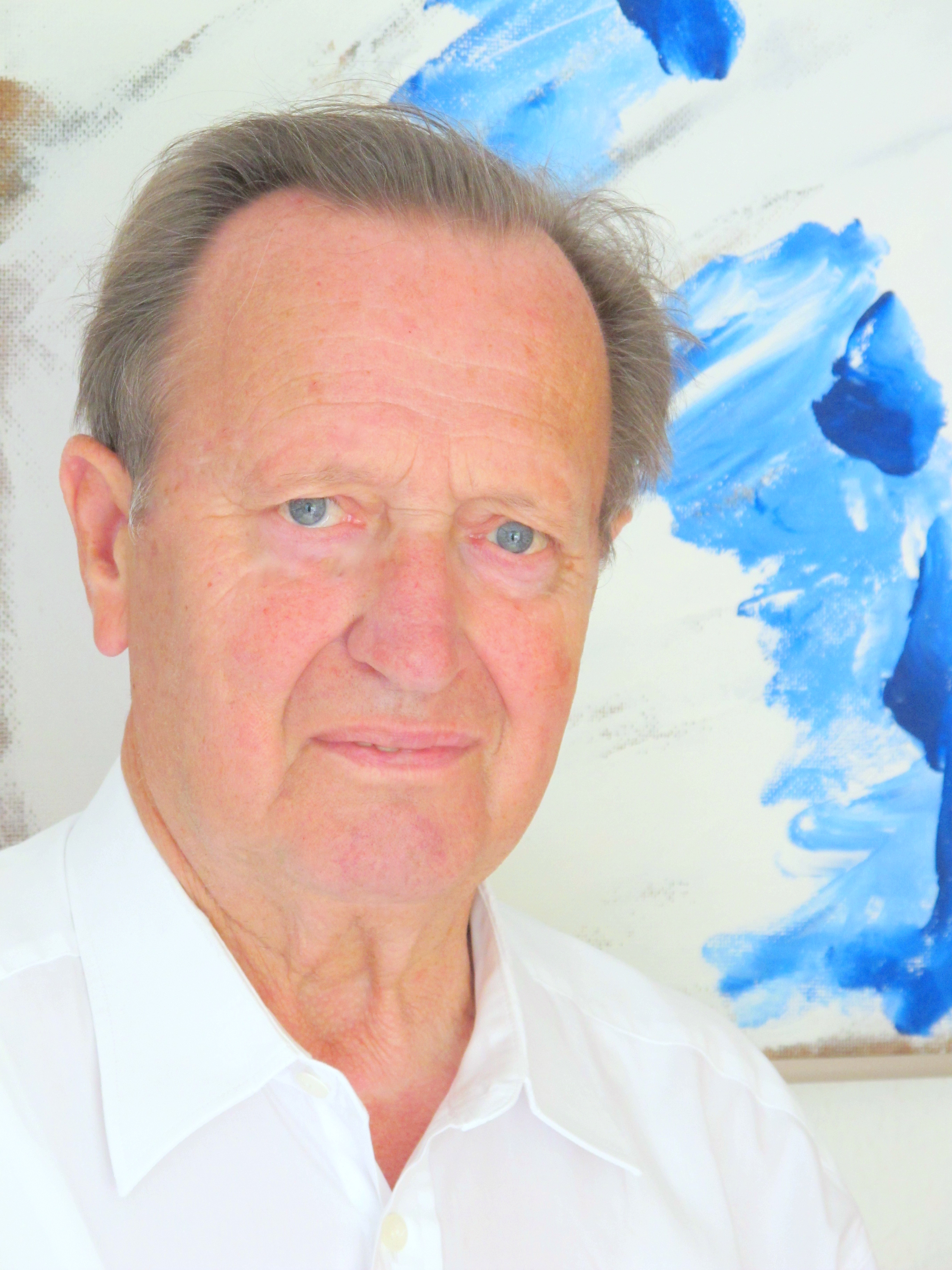
Josef Quadflieg (2008)

Josef Quadflieg (* 26. Juli 1933 in Alsdorf; † 11. Februar 2013 in Stolberg) war ein deutscher Schauspieler und Hörspielsprecher.

## Leben

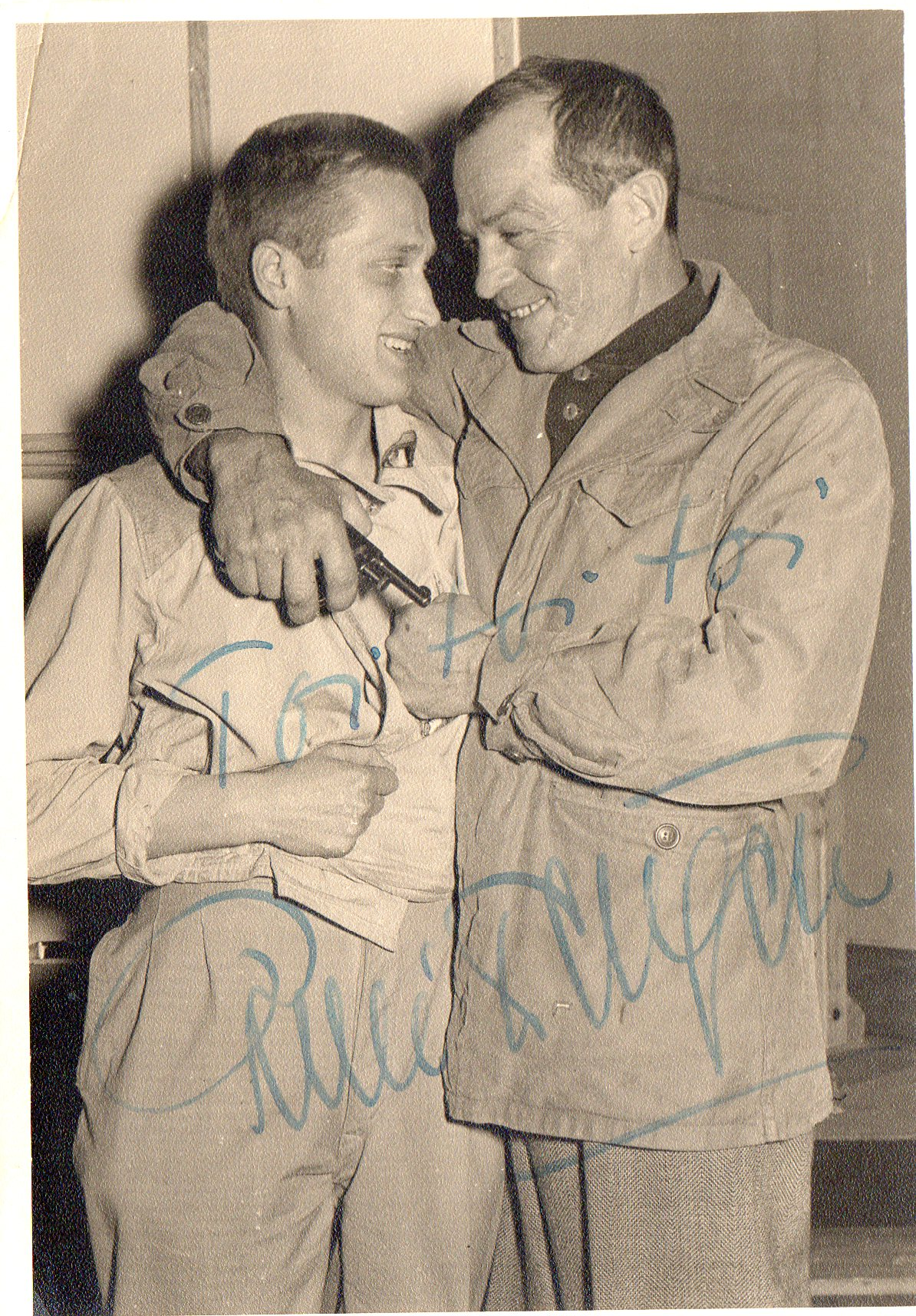
Im damaligen Zimmertheater Aachen. René Deltgen (rechts) mit Josef Quadflieg (links)

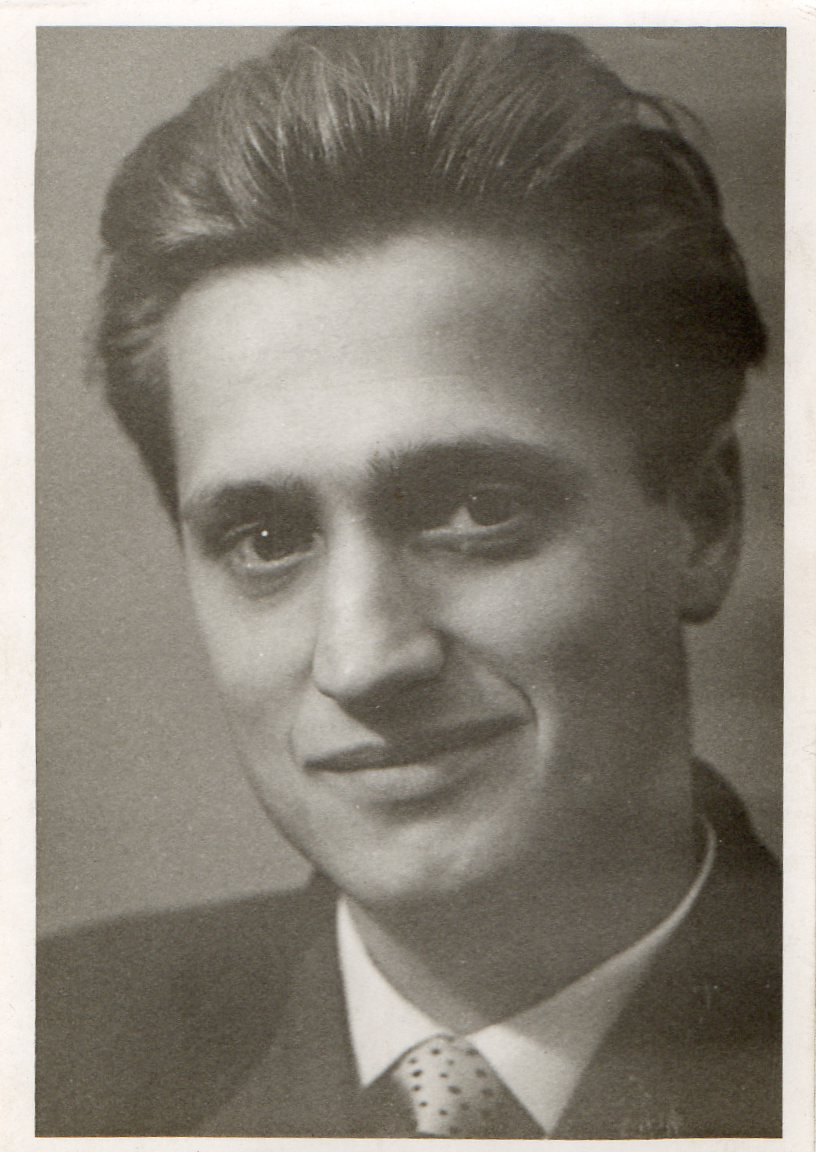
Josef Quadflieg in jungen Jahren

Josef Quadflieg war lange Jahre am Schauspiel Köln engagiert. Hier spielte er u. a. 1967 in Celestina von Carlo Terran, 1980 verkörperte er in Das Käthchen von Heilbronn von Heinrich von Kleist als Gottfried von Friedborn den Bräutigam der Titelfigur. In Kleists Amphitryon war Quadflieg 1982 ebenso zu sehen, wie 1985 in der Uraufführung von Klaus Pohls La Balkona Bar und im selben Jahr in dessen Stück Das alte Land. Im Jahr 2000 stand er in mehreren Rollen in Shakespeares Die Regierung des Königs Edward III. auf der Bühne. Quadflieg arbeitete dabei mit bekannten Regisseuren wie Karl Paryla, Jürgen Flimm, Frank-Patrick Steckel oder Sanda Weigl.
Sein Fernsehdebüt gab Josef Quadflieg Mitte der 1960er Jahre. Etwa zehn Jahre lang war er sporadisch auf dem Bildschirm zu sehen. Erst ab Mitte der 1990er Jahre häuften sich seine Arbeiten vor der Kamera. So war Quadflieg mehrfach in der Sitcom Lukas mit Dirk Bach zu Gast, in der ARD-Seifenoper Verbotene Liebe spielte er zwischen 1995 und 2006 verschiedene Charaktere. Seine letzte Fernsehrolle war der Rentner Guntmar in elf Folgen der Vorabendserie Heiter bis tödlich: Henker & Richter.
Seit 1963 war Josef Quadflieg daneben ein vielbeschäftigter Hörspielsprecher und wirkte in ca. 150 Produktionen des Westdeutschen Rundfunks mit.
Josef Quadflieg verstarb 2013 79-jährig und wurde auf dem Nordfriedhof in Alsdorf beigesetzt.

## Filmografie (Auswahl)
- 1965: Ein Wintermärchen
- 1966: Nach Damaskus
- 1967: Das schwedische Zündholz
- 1968: Ein Mann namens Harry Brent (2. Teil)
- 1968: Die Reisegesellschaft
- 1975: Stellenweise Glatteis
- 1977: Aus einem deutschen Leben
- 1995–2006: Verbotene Liebe (9 Folgen)
- 1996: SK Babies – Tödliches Spiel
- 1996: Lukas – Cocos Kinderwunsch
- 1997: Die Wache – Fata Morgana
- 1997: Lukas – In geheimer Mission
- 1997: Nikola – Ein Hundeleben
- 1998: Die Bubi-Scholz-Story
- 1998: Glatteis
- 1998: Die Wache – Die Würde des Menschen
- 1998: Lukas – Theo Alaaf
- 1999: Die Wache – Stumme Opfer
- 2001: Der Clown – Unsichtbarer Feind
- 2001: Lukas – Die blaue Elise
- 2002: SK Kölsch – Der Veteran
- 2005: Nikola – Das erste und letzte Abendmahl
- 2007: Teufelsbraten
- 2007: Pastewka – Die Saunabürste
- 2008: Die Entdeckung der Currywurst
- 2008: Alles was zählt (3 Folgen als Pfarrer Thielen)
- 2011–2012: Heiter bis tödlich: Henker & Richter (11 Folgen als Rentner Guntmar)

## Hörspiele (Auswahl)
- 1963: Vasco da Gama: Der Seeweg nach Indien (2. Teil) – Regie: Hermann Pfeiffer
- 1964: Durch die Wüste (1. Teil) – Regie: Manfred Brückner
- 1965: …und viele Grüße von Wancho (2. Teil) – Regie: Hermann Pfeiffer
- 1965: Die Prinzessin und die Hexe – Regie: Leopold Reinecke
- 1966: Zwei Seelen, ach… – Regie: Heinz Wilhelm Schwarz
- 1968: Die Maske des Mörders – Regie: Fritz Peter Vary
- 1973: De fotte Kaiserkett – Regie: Leopold Reinecke
- 1974: Et Fleuten-Arnöldche – Regie: Leopold Reinecke
- 1980: Mein Fall liegt anders – Regie: Manfred Brückner
- 1980: Ein Direktor wird geopfert – Regie: Heinz Dieter Köhler
- 1982: Bewegliche Guthaben – Regie: Manfred Brückner
- 1982: Finale Rettung Michigan – Regie: Bernd Lau
- 1983: Die größte Sandburg der Welt – Regie: Heinz Dieter Köhler
- 1983: Missachtete Vorfahrt – Regie: Dieter Carls
- 1983: Zaunkönige – Regie: Bernd Lau
- 1984: Der Würger von Canongate – Regie: Frank Hübner
- 1985: Gäge der Strom – Regie: Heribert Malchers
- 1985: Das Testament des Abiturienten Klaus Ohlinger – Regie: Bernd Lau
- 1985: Chronik eines angekündigten Todes – Regie: Walter Adler
- 1986: Hermannbrötchen – Regie: Otto Düben
- 1986: Schwanensee 2000 – eine Vision – Regie: Hans Neubert
- 1986: Taxi zum Tod – Regie: Hans Neubert
- 1987: Für Kinder ist die Welt zu dumm – Regie: Manfred Brückner
- 1987: Mambo – Regie: Klaus-Dieter Pittrich
- 1987: Der Brunnen – Regie: Burkhard Ax
- 1987: Besuch einer Exzellenz – Regie: Werner Klein
- 1988: Sor Juana – Worin besteht mein Frevel? – Regie: Raoul Wolfgang Schnell
- 1988: Vom Dorf an bis hierher gehört alles euch – Regie: Heinz von Cramer
- 1988: D’r wirklige Geheime – Regie: Manfred Brückner
- 1988: Ein Haus in der Pampa – Regie: Heinz Dieter Köhler
- 1989: Tabu – Regie: Manfred Brückner
- 1989: Dräume am hellichten Daag – Regie: Ulf Becker
- 1989: Freeze – Regie: Frank Grützbach
- 1989: Maigret zögert – Regie: Dieter Carls
- 1989: Ein Schmarotzer weniger – Regie: Albrecht Surkau
- 1990: Taschentücher, Fahne, Wolken – Regie: Heinz Wilhelm Schwarz
- 1990: Nichtöffentliche Sitzung – Regie: Frank Grützbach
- 1991: Die Kugel – Regie: Joachim Sonderhoff
- 1991: Wisse Weihnachte oder Die noch joden Wellens sind – Regie: Manfred Brückner
- 1991: Mamm und Papp – Regie: Axel Neumann
- 1992: Straße frei – Regie: Frank Hübner
- 1992: Mein vertauschtes Gesicht – Regie: Jan Krämer
- 1993: Dinosaurier sind niemals tot – Regie: Burkhard Ax
- 1993: Der Bootshaken – Regie: Christoph Pragua
- 1993: Lukas Schallschlucker – Regie: Klaus Wirbitzky
- 1994: Sturm auf der Haltenbank – Regie: Klaus Mehrländer
- 1994: Der liebste Malte aller Zeiten – Regie: Klaus Wirbitzky
- 1995: Net von schleihte Eldere – Regie: Uwe Schareck
- 1996: Das Haus im Wind – Regie: Klaus-Dieter Pittrich
- 1996: Der Schatten – Regie: Ursula Schlegel
- 1996: Für fremde Kaiser und kein Vaterland – Regie: Angeli Backhausen
- 1996: Lingo – Regie Holger Rink
- 1998: Das Phantom vom Dom – Regie: Klaus-Dieter Pittrich
- 1999: Der Mörder – Regie: Walter Adler
- 2000: Drei Frauen am Rande der Belastbarkeit – Regie: Uwe Schareck
- 2001: Was wir können – Regie: Angeli Backhausen
- 2002: Niemals werde ich das Banner einholen, nie sagen, es war das letzte Mal – Regie Klaus Wirbitzky
- 2002: Fluggeräte – Regie: Jörg Schlüter
- 2003: Myers Kriminalroman – Regie: Jörg Schlüter
- 2003: Ein Sommer mit Tilly – Regie: Angeli Backhausen
- 2004: Moses – Regie: Thomas Leutzbach
- 2005: Schwindel – Regie Klaus Wirbitzky
- 2006: Jesus und die Mühlen von Cölln – Regie: Martin Zylka
- 2009: Die Nacht von Getsemani – Regie: Christoph Pragua
- 2009: Geschichten vom Johannes-Hof – Regie: Rolf Mayer
- 2010: Sind wir schon tot? – Regie: Daniela Kletzke
- 2011: Singen im Dunkeln – Regie: Christoph Pragua
- 2011: Dumala – Regie: Claudia Johanna Leist